# Cao An (xã)
Cao An là một xã thuộc huyện Cẩm Giàng, tỉnh Hải Dương, Việt Nam.
Xã Cao An có diện tích 5,95 km², dân số năm 1999 là 6.175 người, mật độ dân số đạt 1.038 người/km².